# Лакшарска Нова Вес
Лакшарска Нова Вес (слч. Lakšárska Nová Ves) насељено је мјесто са административним статусом сеоске општине (слч. obec) у округу Сењица, у Трнавском крају, Словачка Република.

## Становништво
| Година:    | 1994. | 2004.   | 2014.   | 2024.   |
| ---------- | ----- | ------- | ------- | ------- |
| Број људи: | 996   | 1025    | 1077    | 1099    |
| Разлика:   |       | +2,91 % | +5,07 % | +2,04 % |

| Година:    | 2023. | 2024.   |
| ---------- | ----- | ------- |
| Број људи: | 1103  | 1099    |
| Разлика:   |       | -0,36 % |

Према подацима о броју становника из 2024. године насеље је имало 1099 становника.